# Катастрофа Ил-12 на горе Сивуха
Катастрофа Ил-12 на горе Сивуха — авиационная катастрофа пассажирского самолёта Ил-12П компании Аэрофлот, произошедшая в четверг 28 октября 1954 года в Красноярском крае на склоне горы Сивуха, при этом погибли 19 человек (по неофициальным данным — 20 человек).

## Самолёт
Ил-12П с заводским номером 93013206 и серийным 32-06 был выпущен авиазаводом № 30 «Знамя Труда» (Москва) в 1949 году. Авиалайнер получил регистрационный номер СССР-Л1789 и был передан Главному управлению гражданского воздушного флота, которое направило его в 64-й (Внуковский) авиаотряд Московского территориального управления гражданского воздушного флота.

## Экипаж
- Командир воздушного судна — Пылаев Дмитрий Иванович
- Пилот-инструктор — Москаленко Константин Григорьевич
- Бортмеханик-инструктор — Пономаренко Юрий Андреевич
- Бортмеханик — Лихобадин Иван Иванович
- Бортрадист — Ушаков Лев Николаевич
- Стюардесса — Юхалова Татьяна Сергеевна

## Катастрофа
27 октября, выполняя пассажирский рейс из Москвы, борт Л1789 прибыл в Новосибирск, где произошла смена экипажа. Новый экипаж должен был выполнять пассажирские рейсы 135/136 из Новосибирска в Иркутск и обратно. Эти рейсы считались международными, так как являлись стыковыми с рейсами 03/04 маршрута Иркутск — Улан-Батор — Пекин — Улан-Батор — Иркутск, которые выполняла советско-китайская авиакомпания СКОГА (Sino-Soviet Joint Stock Company). В 14:28 рейс 135 вылетел из Новосибирска и в 18:52 благополучно приземлился в Иркутске. Далее предстоял обратный рейс 136 в Новосибирск, однако из-за неблагоприятных погодных условий тот был закрыт, в связи с чем по изменениям рейс 136 должен был выполняться в Красноярск на эшелоне 2700 метров. При этом экипаж получил прогноз погоды только на маршруте до Красноярска. Согласно этому прогнозу, на маршруте ожидалась переменная (6-9 баллов) слоисто-кучевая и разорвано-дождевая облачность с нижней границей от 600 до 1000 метров, а на участке Тайшет-Канск — с нижней границей от 300 до 600 метров, средняя, верхняя, осадки, видимость от 4 до 10 километров, в облаках наблюдалось обледенение, а горы были закрыты облачностью. В самом Красноярске ожидалась переменная верхняя слоисто-кучевая облачность с нижней границей от 600 до 1000 метров, временами снег, ветер северо-западный 6-9 м/с, в порывах до 12 м/с, видимость от 4 до 10 километров. На эшелоне 1000 метров ожидался ветер 200° 40 км/ч, на 1500 метрах — 240° 40 км/ч, на 2000 метрах — 250° 50 км/ч, а на 3000 метрах — 260° 60 км/ч. В 21:09 с 13 пассажирами (9 иностранцев со стыкового рейса и 4 советских из Иркутска) и 6 членами экипажа на борту Ил-12 вылетел из Иркутска.
В 22:55 с путевой скоростью 275 км/ч был пройден Нижнеудинск. До этого полёт проходил над облаками и без отклонений. Но далее самолёт уже летел в облаках, в которых наблюдалось обледенение от слабого до среднего. Вероятно, ориентируясь на полученный в Иркутске прогноз погоды, экипаж посчитал, что далее до Красноярска ветер юго-западный 40 км/ч. Однако уже в 23:50 АМСГ в Красноярске получила данные, что ветер был северо-западного направления, а на высоте 2000 метров его скорость достигает 130 км/ч, то есть самолёт сносило не к северу, а к югу. Однако эти данные не были переданы руководителю полётов в Красноярском аэропорту, а также экипажу самолёта. В 23:26 экипаж получил данные о пеленгах — обратный пеленг 282° от Красноярского аэропорта и истинный пеленг 147° от Енисейского аэропорта. Эти данные свидетельствовали, что с момента пролёта Нижнеудинска, то есть за 31 минуту, авиалайнер прошёл расстояние в 132 километра и находится в 18—20 километрах к югу от трассы. В 23:43 с самолёта доложили о прохождении Канска, хотя из-за нерасторопности старшего диспетчера Красноярской районной диспетчерской службы радиомаяк Канского аэропорта на тот момент был выключен. Но в 23:54 экипаж получил новые пеленги — обратный пеленг «около 280°» от Красноярского аэропорта и истинный пеленг 158° от Енисейского аэропорта, то есть самолёт в тот момент фактически находился в 73 километрах от Красноярска, а исходя из ранее полученных пеленгов его путевая скорость составляла 435 км/ч. На основании этого видно, что пролёты Тайшета и Канска экипаж докладывал, только ориентируясь на расчёты. Переданный экипажу «приблизительный» обратный пеленг 280° был неверным, что бортрадист и сообщил на землю. Такая ошибка была вызвана тем, что за радиопеленгаторами в Красноярске сидели стажёры, так как штатные сотрудники в количестве 11 человек были направлены на прохождение службы в Советской Армии.
Диспетчеры должны были понимать, что данные от экипажа об их путевой скорости противоречили данным, полученным на основании пеленгов, но тем не менее не стали точно определять местонахождение самолёта и не давали экипажу никаких указаний. Руководитель полётов и старший диспетчер районной диспетчерской службы фактически не вели никаких расчётов и полётом не руководили. Вообще после 23:26 ни экипаж, ни руководитель полётов, ни старший диспетчер уже не знали точно, где находится борт Л1789. То, что два предыдущих Ил-12, выполняя рейсы из Иркутска в Красноярск, уклонялись к югу от трассы и прибывали с опозданием, также никого не смутило. Хотя вхождение в зону Красноярского аэропорта по инструкциям должно было выполняться на высоте 2100 метров, диспетчер дал рейсу 136 указание снижаться до высоты 1500 метров. Однако экипаж, будучи уверенным, что их путевая скорость 275 км/ч, решил направляться в Новосибирск, как по расписанию. Для этого он связался с Новосибирском и запросил у них погоду, на что в 23:48 получил ответ, что над Новосибирском стоит сплошная облачность с нижней границей 290 метров, видимость 10 километров, ветер юго-западный 5 м/с. Тогда примерно в 00:02—00:04 с самолёта в Красноярск было передано: подхожу, 2700 метров, ГСМ 2600 литров, хватит, Новосибирск меня примет, пройду пролётом. Однако диспетчер сообщил: Новосибирск закрыт по метеоусловиям. Посадка у нас. Тогда экипаж передал, что понял указание и начал снижаться до указанной ранее высоты 1500 метров. В 00:10 (04:10 местного времени) экипаж вызвал Красноярский аэропорт для связи. Далее уже диспетчер командно-диспетчерского пункта Красноярского аэропорта начал вызывать борт Л1789, однако ответа не последовало. После ряда безуспешных попыток связаться с экипажем были начаты поиски самолёта. Однако борт Л1789 пропал без вести.
В июне 1955 года, то есть спустя 7 месяцев, охотником на горе Сивуха (высота 1807 метров, 54°30′25″ с. ш. 94°41′10″ в. д.) и в верховье реки Мана были случайно обнаружены обломки самолёта. 12 июня на место катастрофы прибыла следственная комиссия. Как определили следователи, летящий по магнитному курсу 280° на высоте 1725 метров авиалайнер в 132 километрах к югу от трассы и в 204 километрах от Красноярского аэропорта врезался в скалистый восточный склон горы крутизной 40-45°, в результате чего полностью разрушился. Все люди на борту погибли, в том числе польская делегация ООН, которая возвращалась из Вьетнама. Официально погибли 19 человек, по другим же данным погибли 20 человек, так как в списках с именами экипажа не был указан второй пилот.

## Причины
Согласно заключению следственной комиссии, к катастрофе привели следующие факторы:
1. Грубейшее пренебрежение своими обязанностями со стороны красноярских авиадиспетчеров: руководителя полётов аэропорта и старшего диспетчера районной диспетчерской службы. Они не руководили полётом, дали указание снижаться до высоты 1500 метров, вместо установленных 2100 метров, а также не приняли мер по включению радиомаяка в Канском аэропорту. Из-за этого самолёт начал уклоняться от трассы и вскоре оказался в горном районе с высотами более 1500 метров.
2. Дежурные синоптики АМСГ в Иркутске и Красноярске выдали неверный и неоправдавшийся прогноз по ветрам на высотах. Также дежурный синоптик в Красноярске, получив в 23:50 данные о фактических направлении и скорости ветра, не стал доводить эту информацию до руководителя полётов и экипажей самолётов.
3. Красноярское территориальное управление гражданского воздушного флота плохо выполняло контроль над службой движения Красноярского аэропорта, в том числе не устранило недостатки в работе служб аэропорта, особенно в службе движения.
4. Плохо работал Красноярский радиопеленгаторный узел.
5. Экипаж при расчётах неверно определил скорость и направление ветра, из-за чего взял упреждение на 10° к югу. Так как ветер на самом деле был не юго-западным, а северо-западным, выбранное упреждение только увеличило скорость уклонения к югу от трассы.

## Последствия
Несмотря на гибель иностранных граждан, все данные о катастрофе были засекречены. Летом 2010 года на внедорожниках «ГАЗ» на гору Сивуха прибыла экспедиция в составе 10 человек, которая установила на месте катастрофы памятный крест. Летом 2013 года на месте катастрофы была установлена памятная плита.

### Комментарии
1. ↑  Здесь и далее указано Московское время (UTC+03:00).